# An Phú, An Giang
An Phú là xã thuộc tỉnh An Giang, Việt Nam.

## Địa lý

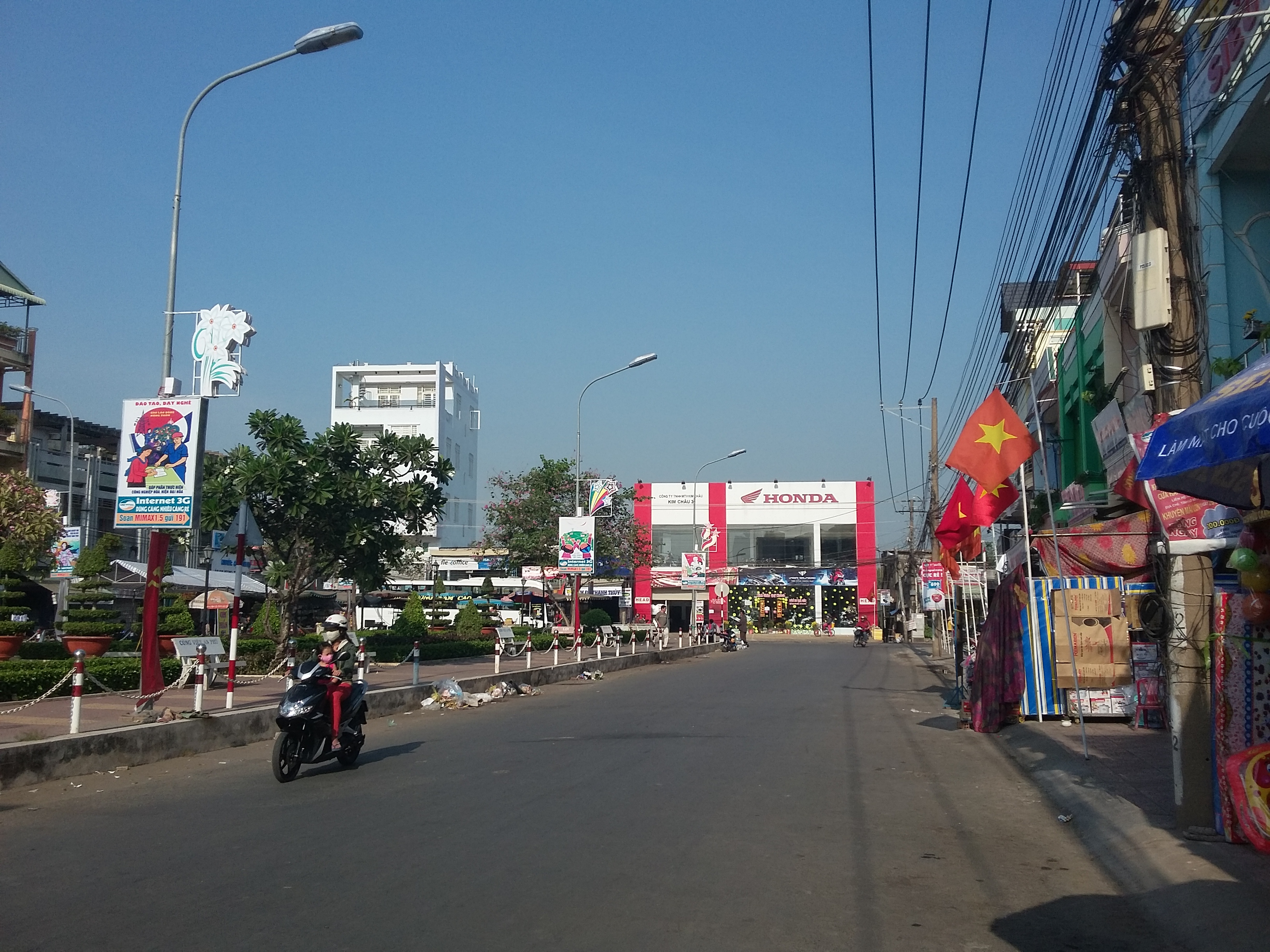
Một con đường ở xã An Phú

## Lịch sử
Thị trấn An Phú được thành lập vào ngày 12 tháng 1 năm 1984 trên cơ sở tách ấp Phước Thạnh của xã Đa Phước và một phần ấp 4 của xã Phước Hưng. Khi mới thành lập, thị trấn thuộc huyện Phú Châu.
Ngày 13 tháng 11 năm 1991, huyện Phú Châu được chia lại thành hai huyện An Phú và Tân Châu, thị trấn An Phú trở thành huyện lỵ huyện An Phú.
Ngày 12 tháng 6 năm 2025, Ủy ban Thường vụ Quốc hội ban hành Nghị quyết số 1654/NQ-UBTVQH15 về việc sắp xếp các đơn vị hành chính cấp xã của tỉnh An Giang. Theo đó, toàn bộ diện tích tự nhiên, quy mô dân số của thị trấn An Phú, xã Vĩnh Hội Đông, một phần diện tích tự nhiên, quy mô dân số của xã Phú Hội và xã Phước Hưng thành xã mới có tên gọi là xã An Phú.

## Kinh tế

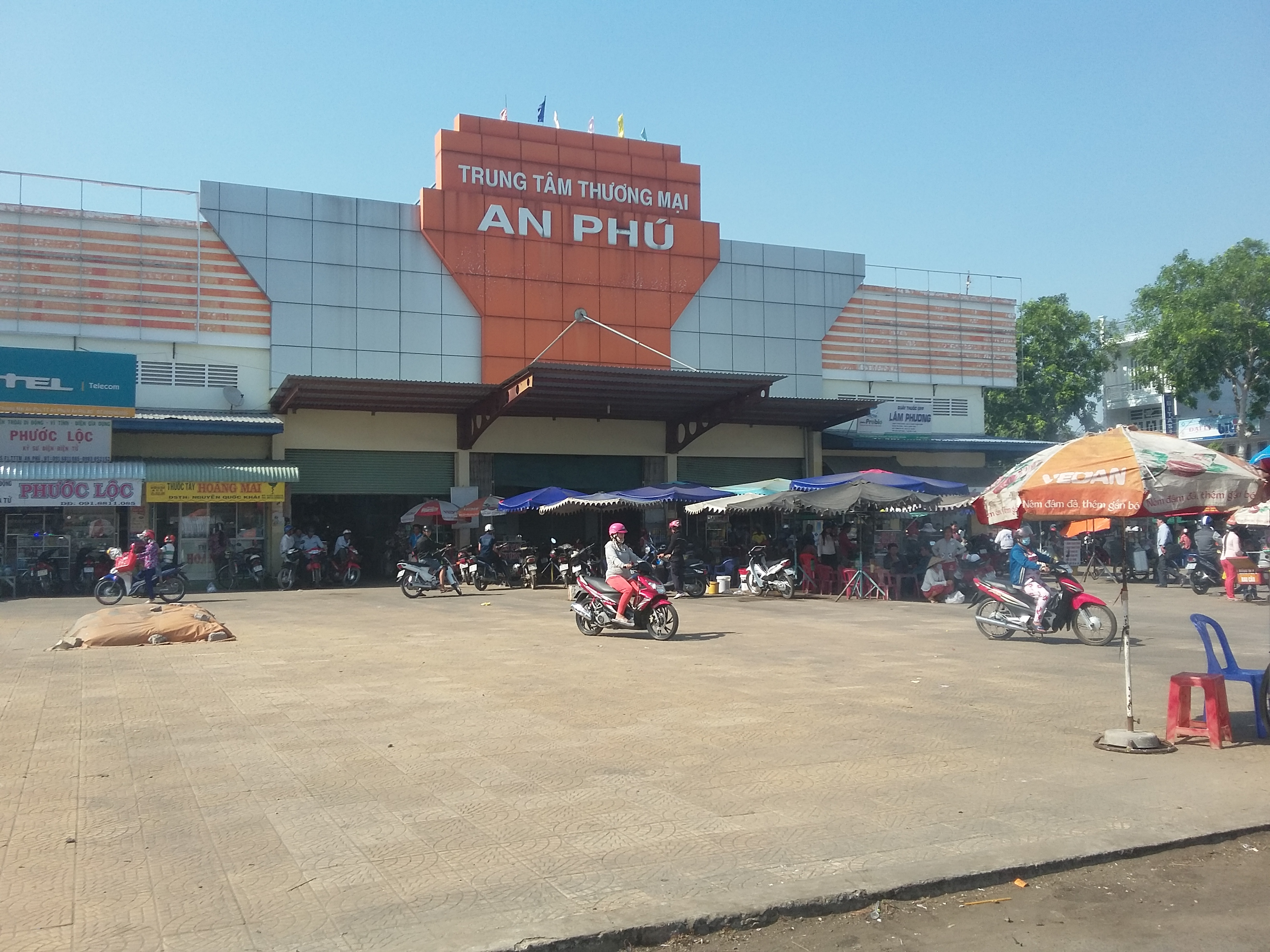
Trung tâm thương mại An Phú

Thị trấn An Phú là trung tâm kinh tế của cả huyện An Phú. Nơi đây có trung tâm thương mại và cơ quan hành chính của huyện An Phú.
Trong các năm 1966, 1986 và 2006, chợ trung tâm thị trấn An Phú (huyện An Phú, tỉnh An Giang) bị hỏa hoạn. Đến sau năm 2006, nền chợ cũ đổi thành công viên cây xanh An Phú, chợ mới chuyển vào sâu bên trong thị trấn với tên gọi mới là Trung tâm thương mại An Phú.

## Di tích

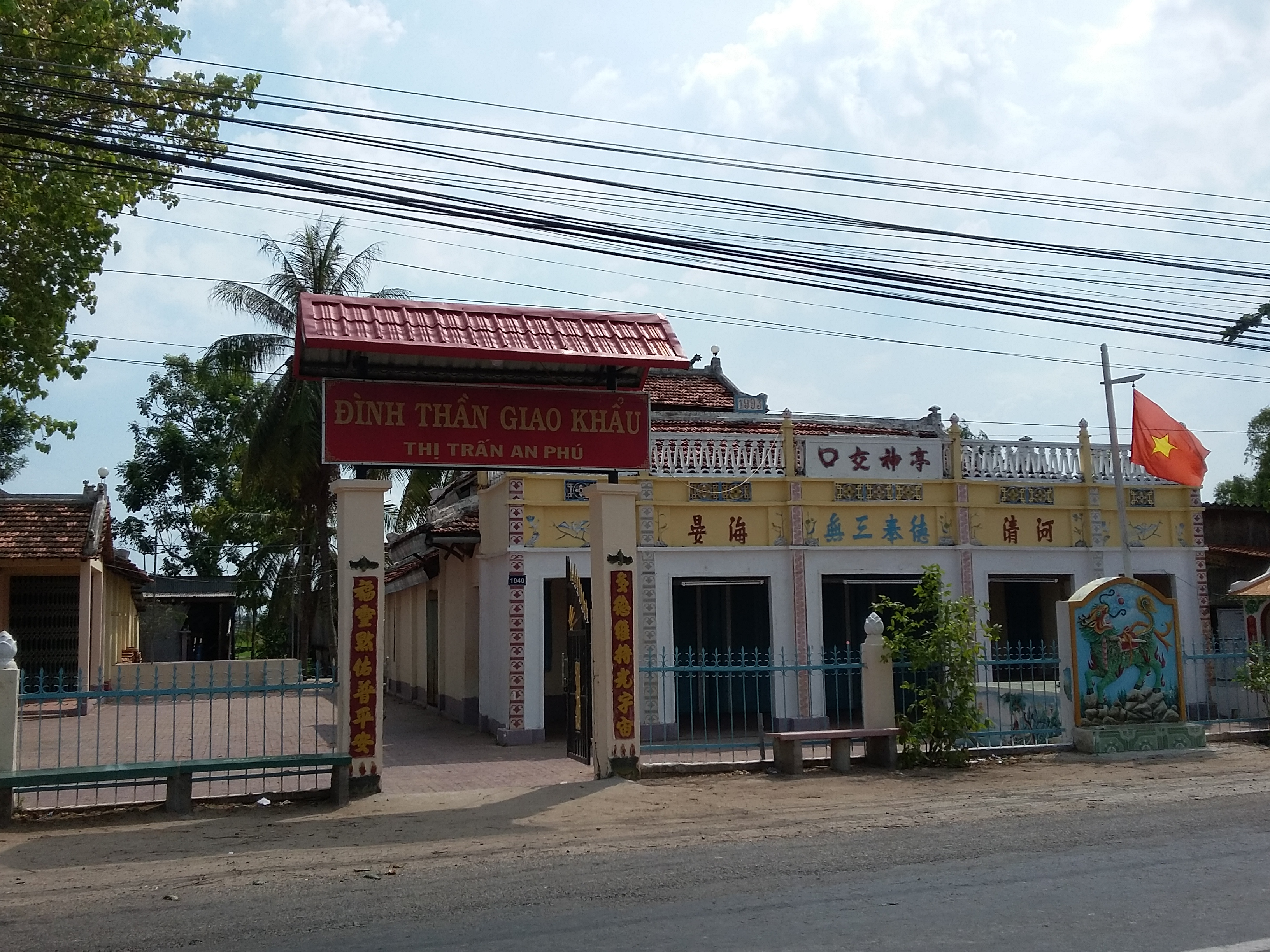
Đình thần Giao Khẩu tại ấp An Thạnh

- Đình thần Giao Khẩu